# Wahlkreis Marijampolė
Der Wahlkreis Marijampolė ist ein Wahlkreis für die Wahl des Seimas.

## Wahlergebnisse

### Parlamentswahl 1992
| Kandidaten                                                                          | Kandidaten                 | Parteien                                                  | 1. Wahlgang | 1. Wahlgang | 2. Wahlgang | 2. Wahlgang |
| Kandidaten                                                                          | Kandidaten                 | Parteien                                                  | Stimmen     | %           | Stimmen     | %           |
| ----------------------------------------------------------------------------------- | -------------------------- | --------------------------------------------------------- | ----------- | ----------- | ----------- | ----------- |
|                                                                                     | Kazys Bobelisgewählt       | Lietuviu tautinio jaunimo sajunga "Jaunoji Lietuva"       | 11.303      | 44,0        | 11.591      | 61,9        |
|                                                                                     | Justas Vincas Paleckis     | Lietuvos socialdemokratų partija                          | 7.647       | 29,8        | 7.135       | 38,1        |
|                                                                                     | Kęstutis Kubertavičius     | Lietuvos demokratinė darbo partija                        | 2.540       | 9,9         |             |             |
|                                                                                     | Jonas Vasmanas             | Lietuvių tautininkų sąjunga                               | 2.016       | 7,8         |             |             |
|                                                                                     | Laima Margarita Pangonytė  | unabhängig                                                | 1.681       | 6,5         |             |             |
|                                                                                     | Jonas Algirdas Ambraziejus | Lietuvos socialdemokratų partija                          | 279         | 1,1         |             |             |
|                                                                                     | Antanas Budnikas           | Visuomeninis politinis judejimas Lietuvos laisves sajunga | 228         | 0,9         |             |             |
| Gesamt                                                                              | Gesamt                     | Gesamt                                                    | 25.694      | 100         | 18.726      | 100         |
|                                                                                     |                            |                                                           |             |             |             |             |
| Ungültige Stimmen                                                                   | Ungültige Stimmen          | Ungültige Stimmen                                         | 408         | 1,6         | 345         | 1,8         |
| Wähler                                                                              | Wähler                     | Wähler                                                    | 26.102      | 77,6        | 19.071      | 56,6        |
| Wahlberechtigte                                                                     | Wahlberechtigte            | Wahlberechtigte                                           | 33.634      |             | 33.665      |             |
|                                                                                     |                            |                                                           |             |             |             |             |
| Quellen: Europos Lietuvis, 8. Oktober 1992, s. 6 – Rinkejopuslapis – Essex Database |                            |                                                           |             |             |             |             |

### Parlamentswahl 1996
| Kandidaten                                                                     | Kandidaten             | Parteien                                                     | 1. Wahlgang | 1. Wahlgang | 2. Wahlgang | 2. Wahlgang |
| Kandidaten                                                                     | Kandidaten             | Parteien                                                     | Stimmen     | %           | Stimmen     | %           |
| ------------------------------------------------------------------------------ | ---------------------- | ------------------------------------------------------------ | ----------- | ----------- | ----------- | ----------- |
|                                                                                | Kazys Bobelisgewählt   | Krikščionių demokratų sąjunga                                | 6.082       | 35,8        | 8.702       | 60,0        |
|                                                                                | Algirdas Endriukaitis  | Lietuvos krikščionių demokratų partija                       | 3.780       | 22,2        | 5.791       | 40,0        |
|                                                                                | Algis Žvaliauskas      | Tėvynės sąjunga (Lietuvos konservatoriai)                    | 2.344       | 13,8        |             |             |
|                                                                                | Gintautas Oleka        | Lietuvos centro sąjunga                                      | 1.389       | 8,2         |             |             |
|                                                                                | Gediminas Akelaitis    | Lietuvos socialdemokratų partija                             | 829         | 4,9         |             |             |
|                                                                                | Kęstutis Kubertavičius | Lietuvos demokratinė darbo partija                           | 803         | 4,7         |             |             |
|                                                                                | Valentinas Aleksa      | Lietuvos politinių kalinių ir tremtinių sąjunga              | 628         | 3,7         |             |             |
|                                                                                | Daiva Kvedaraitė       | Lietuvių nacionalinė partija „Jaunoji Lietuva“               | 520         | 3,1         |             |             |
|                                                                                | Gedeminas Kuncaitis    | Lietuvių tautininkų ir Lietuvos demokratų partijos koalicija | 298         | 1,8         |             |             |
|                                                                                | Benjaminas Mašalaitis  | Lietuvos liberalų sąjunga                                    | 244         | 1,4         |             |             |
|                                                                                | Algimantas Straleckas  | Respublikonų partija                                         | 45          | 0,3         |             |             |
|                                                                                | Justinas Skuminas      | Nepriklausomybės partija                                     | 40          | 0,2         |             |             |
| Gesamt                                                                         | Gesamt                 | Gesamt                                                       | 17.002      | 100         | 14.493      | 100         |
|                                                                                |                        |                                                              |             |             |             |             |
| Ungültige Stimmen                                                              | Ungültige Stimmen      | Ungültige Stimmen                                            | 375         | 2,2         | 212         | 1,4         |
| Wähler                                                                         | Wähler                 | Wähler                                                       | 17.377      | 49,5        | 14.705      | 41,8        |
| Wahlberechtigte                                                                | Wahlberechtigte        | Wahlberechtigte                                              | 35.130      |             | 35.179      |             |
|                                                                                |                        |                                                              |             |             |             |             |
| Quellen: VRK, Kandidaten – Stimmen, 1. Wahlgang – Seimas, Stimmen, 2. Wahlgang |                        |                                                              |             |             |             |             |

### Parlamentswahl 2000
| Kandidaten                        | Kandidaten            | Parteien                                  | Stimmen | %    |
| --------------------------------- | --------------------- | ----------------------------------------- | ------- | ---- |
|                                   | Kazys Bobelisgewählt  | Krikščionių demokratų sąjunga             | 12.051  | 58,0 |
|                                   | Kostas Jankauskas     | unabhängig                                | 2.405   | 11,6 |
|                                   | Kęstutis Kazakevičius | Naujoji sąjunga (socialliberalai)         | 2.011   | 9,7  |
|                                   | Algis Žvaliauskas     | Nuosaikiųjų konservatorių sąjunga         | 1.338   | 6,4  |
|                                   | Gediminas Akelaitis   | Lietuvos partija „Socialdemokratija 2000“ | 1.016   | 4,9  |
|                                   | Virginijus Dargužas   | Lietuvos liberalų sąjunga                 | 907     | 4,4  |
|                                   | Ričardas Mackevičius  | Lietuvos socialdemokratų partija          | 600     | 2,9  |
|                                   | Vincas Botyrius       | Lietuvos centro sąjunga                   | 463     | 2,2  |
| Gesamt                            | Gesamt                | Gesamt                                    | 20.791  | 100  |
|                                   |                       |                                           |         |      |
| Ungültige Stimmen                 | Ungültige Stimmen     | Ungültige Stimmen                         | 545     | 2,6  |
| Wähler                            | Wähler                | Wähler                                    | 21.336  | 59,4 |
| Wahlberechtigte                   | Wahlberechtigte       | Wahlberechtigte                           | 35.915  |      |
|                                   |                       |                                           |         |      |
| Quellen: VRK, Kandidaten, Stimmen |                       |                                           |         |      |

### Parlamentswahl 2004
| Kandidaten                                                    | Kandidaten          | Parteien                                                                                         | 1. Wahlgang | 1. Wahlgang | 2. Wahlgang | 2. Wahlgang |
| Kandidaten                                                    | Kandidaten          | Parteien                                                                                         | Stimmen     | %           | Stimmen     | %           |
| ------------------------------------------------------------- | ------------------- | ------------------------------------------------------------------------------------------------ | ----------- | ----------- | ----------- | ----------- |
|                                                               | Algis Rimasgewählt  | Lietuvos socialdemokratų partija                                                                 | 3.548       | 24,5        | 7.294       | 58,6        |
|                                                               | Rimvydas Turčinskas | Darbo partija (leiboristai)                                                                      | 2.920       | 20,2        | 5.145       | 41,4        |
|                                                               | Petras Ragauskas    | Tėvynės sąjunga (konservatoriai, politiniai kaliniai ir tremtiniai, krikščioniškieji demokratai) | 2.240       | 15,5        |             |             |
|                                                               | Kazys Bobelis       | Valstiečių ir Naujosios demokratijos partijų sąjunga                                             | 2.002       | 13,8        |             |             |
|                                                               | Algis Žvaliauskas   | Krikščionių konservatorių socialinė sąjunga                                                      | 1.242       | 8,6         |             |             |
|                                                               | Rolandas Jonikaitis | Liberalų demokratų partija                                                                       | 1.094       | 7,5         |             |             |
|                                                               | Gediminas Akelaitis | Lietuvos socialdemokratų sąjunga                                                                 | 788         | 5,4         |             |             |
|                                                               | Virgilijus Žibūda   | Liberalų ir centro sąjunga                                                                       | 657         | 4,5         |             |             |
| Gesamt                                                        | Gesamt              | Gesamt                                                                                           | 14.491      | 100         | 12.439      | 100         |
|                                                               |                     |                                                                                                  |             |             |             |             |
| Ungültige Stimmen                                             | Ungültige Stimmen   | Ungültige Stimmen                                                                                | 693         | 4,6         | 339         | 2,7         |
| Wähler                                                        | Wähler              | Wähler                                                                                           | 15.184      | 41,6        | 12.778      | 35,0        |
| Wahlberechtigte                                               | Wahlberechtigte     | Wahlberechtigte                                                                                  | 36.499      |             | 36.488      |             |
|                                                               |                     |                                                                                                  |             |             |             |             |
| Quellen: VRK, Kandidaten – Stimmen, 1. Wahlgang – 2. Wahlgang |                     |                                                                                                  |             |             |             |             |

### Parlamentswahl 2008
| Kandidaten                                                    | Kandidaten            | Parteien                                          | 1. Wahlgang | 1. Wahlgang | 2. Wahlgang | 2. Wahlgang |
| Kandidaten                                                    | Kandidaten            | Parteien                                          | Stimmen     | %           | Stimmen     | %           |
| ------------------------------------------------------------- | --------------------- | ------------------------------------------------- | ----------- | ----------- | ----------- | ----------- |
|                                                               | Algis Rimasgewählt    | Lietuvos socialdemokratų partija                  | 2.788       | 17,2        | 5.323       | 53,5        |
|                                                               | Arvydas Vidžiūnas     | Tėvynės sąjunga – Lietuvos krikščionys demokratai | 2.827       | 17,4        | 4.621       | 46,5        |
|                                                               | Asta Baukutė          | Tautos prisikėlimo partija                        | 2.668       | 16,4        |             |             |
|                                                               | Gediminas Akelaitis   | Lietuvos socialdemokratų sąjunga                  | 2.107       | 13,0        |             |             |
|                                                               | Rolandas Jonikaitis   | Tvarka ir teisingumas                             | 1.725       | 10,6        |             |             |
|                                                               | Algis Žvaliauskas     | Lietuvos Respublikos liberalų sąjūdis             | 971         | 6,0         |             |             |
|                                                               | Paulius Uleckas       | Liberalų ir centro sąjunga                        | 916         | 5,6         |             |             |
|                                                               | Aloyzas Jurdonas      | Naujoji sąjunga (socialliberalai)                 | 662         | 4,1         |             |             |
|                                                               | Vaida Giraitytė       | Leiboristų partija (Darbo partija + jaunimas)     | 630         | 3,9         |             |             |
|                                                               | Antanas Baskas        | unabhängig                                        | 405         | 2,5         |             |             |
|                                                               | Almantas Matusevičius | Lietuvos valstiečių liaudininkų sąjunga           | 197         | 1,2         |             |             |
|                                                               | Zurab Sopromadze      | „Fronto“ partija                                  | 181         | 1,1         |             |             |
|                                                               | Teresė Gaidienė       | Lietuvos laisvės sąjunga                          | 157         | 1,0         |             |             |
| Gesamt                                                        | Gesamt                | Gesamt                                            | 16.234      | 100         | 9.944       | 100         |
|                                                               |                       |                                                   |             |             |             |             |
| Ungültige Stimmen                                             | Ungültige Stimmen     | Ungültige Stimmen                                 | 999         | 5,8         | 387         | 3,7         |
| Wähler                                                        | Wähler                | Wähler                                            | 17.233      | 46,2        | 10.331      | 27,6        |
| Wahlberechtigte                                               | Wahlberechtigte       | Wahlberechtigte                                   | 37.323      |             | 37.375      |             |
|                                                               |                       |                                                   |             |             |             |             |
| Quellen: VRK, Kandidaten – Stimmen, 1. Wahlgang – 2. Wahlgang |                       |                                                   |             |             |             |             |

### Parlamentswahl 2012
| Kandidaten                                                    | Kandidaten                   | Parteien                                          | 1. Wahlgang | 1. Wahlgang | 2. Wahlgang | 2. Wahlgang |
| Kandidaten                                                    | Kandidaten                   | Parteien                                          | Stimmen     | %           | Stimmen     | %           |
| ------------------------------------------------------------- | ---------------------------- | ------------------------------------------------- | ----------- | ----------- | ----------- | ----------- |
|                                                               | Albinas Mitrulevičiusgewählt | Lietuvos socialdemokratų partija                  | 4.482       | 26,7        | 7.554       | 67,2        |
|                                                               | Arvydas Vidžiūnas            | Tėvynės sąjunga – Lietuvos krikščionys demokratai | 2.966       | 17,6        | 3.694       | 32,8        |
|                                                               | Gediminas Akelaitis          | Lietuvos socialdemokratų sąjunga                  | 2.069       | 12,3        |             |             |
|                                                               | Arūnas Lukoševičius          | Darbo partija                                     | 1.890       | 11,2        |             |             |
|                                                               | Rolandas Jonikaitis          | Tvarka ir teisingumas                             | 1.282       | 7,6         |             |             |
|                                                               | Alvydas Kirkliauskas         | Krikščionių partija                               | 1.135       | 6,7         |             |             |
|                                                               | Jonas Ramonas                | Drąsos kelias                                     | 1.113       | 6,6         |             |             |
|                                                               | Kęstutis Mažeika             | Lietuvos valstiečių ir žaliųjų sąjunga            | 704         | 4,2         |             |             |
|                                                               | Gintautas Stankevičius       | Lietuvos Respublikos liberalų sąjūdis             | 534         | 3,2         |             |             |
|                                                               | Gintarė Valskienė            | Lietuvos pensininkų partija                       | 229         | 1,4         |             |             |
|                                                               | Tomas Karužas                | Liberalų ir centro sąjunga                        | 185         | 1,1         |             |             |
|                                                               | Aistė Bautrėnaitė            | Demokratinė darbo ir vienybės partija             | 115         | 0,7         |             |             |
|                                                               | Daiva Vaidelienė             | Respublikonų partija                              | 57          | 0,3         |             |             |
|                                                               | Gintaras Žandaravičius       | Sąjunga Taip                                      | 54          | 0,3         |             |             |
| Gesamt                                                        | Gesamt                       | Gesamt                                            | 16.815      | 100         | 11.248      | 100         |
|                                                               |                              |                                                   |             |             |             |             |
| Ungültige Stimmen                                             | Ungültige Stimmen            | Ungültige Stimmen                                 | 975         | 5,5         | 438         | 3,7         |
| Wähler                                                        | Wähler                       | Wähler                                            | 17.790      | 50,5        | 11.686      | 33,2        |
| Wahlberechtigte                                               | Wahlberechtigte              | Wahlberechtigte                                   | 35.230      |             | 35.243      |             |
|                                                               |                              |                                                   |             |             |             |             |
| Quellen: VRK, Kandidaten – Stimmen, 1. Wahlgang – 2. Wahlgang |                              |                                                   |             |             |             |             |

### Parlamentswahl 2016
| Kandidaten                              | Kandidaten                | Parteien                                          | 1. Wahlgang | 1. Wahlgang | 2. Wahlgang | 2. Wahlgang |
| Kandidaten                              | Kandidaten                | Parteien                                          | Stimmen     | %           | Stimmen     | %           |
| --------------------------------------- | ------------------------- | ------------------------------------------------- | ----------- | ----------- | ----------- | ----------- |
|                                         | Dainius Gaižauskasgewählt | Lietuvos valstiečių ir žaliųjų sąjunga            | 5.726       | 33,9        | 8.217       | 60,9        |
|                                         | Andrius Vyšniauskas       | Tėvynės sąjunga – Lietuvos krikščionys demokratai | 3.604       | 21,4        | 5.285       | 39,1        |
|                                         | Albinas Mitrulevičius     | Lietuvos socialdemokratų partija                  | 3.518       | 20,8        |             |             |
|                                         | Gediminas Akelaitis       | Lietuvos centro partija                           | 1.237       | 7,3         |             |             |
|                                         | Algis Žvaliauskas         | Darbo partija                                     | 855         | 5,1         |             |             |
|                                         | Marius Čeponas            | Lietuvos Respublikos liberalų sąjūdis             | 709         | 4,2         |             |             |
|                                         | Paulius Uleckas           | Lietuvos laisvės sąjunga (liberalai)              | 547         | 3,2         |             |             |
|                                         | Giedrius Zdanys           | Tvarka ir teisingumas                             | 411         | 2,4         |             |             |
|                                         | Egidijus Baltušis         | Lietuvos liaudies partija                         | 172         | 1,0         |             |             |
|                                         | Edmundas Limantas         | Drąsos kelias                                     | 94          | 0,6         |             |             |
| Gesamt                                  | Gesamt                    | Gesamt                                            | 16.873      | 100         | 13.502      | 100         |
|                                         |                           |                                                   |             |             |             |             |
| Ungültige Stimmen                       | Ungültige Stimmen         | Ungültige Stimmen                                 | 823         | 4,7         | 408         | 2,9         |
| Wähler                                  | Wähler                    | Wähler                                            | 17.696      | 50,5        | 13.910      | 39,7        |
| Wahlberechtigte                         | Wahlberechtigte           | Wahlberechtigte                                   | 35.058      |             | 35.061      |             |
|                                         |                           |                                                   |             |             |             |             |
| Quellen: VRK, 1. Wahlgang – 2. Wahlgang |                           |                                                   |             |             |             |             |

### Parlamentswahl 2020
| Kandidaten                              | Kandidaten                 | Parteien                                          | 1. Wahlgang | 1. Wahlgang | 2. Wahlgang | 2. Wahlgang |
| Kandidaten                              | Kandidaten                 | Parteien                                          | Stimmen     | %           | Stimmen     | %           |
| --------------------------------------- | -------------------------- | ------------------------------------------------- | ----------- | ----------- | ----------- | ----------- |
|                                         | Andrius Vyšniauskasgewählt | Tėvynės sąjunga – Lietuvos krikščionys demokratai | 3.532       | 23,7        | 6.722       | 53,2        |
|                                         | Dainius Gaižauskas         | Lietuvos valstiečių ir žaliųjų sąjunga            | 3.198       | 21,5        | 5.906       | 46,8        |
|                                         | Irena Lunskienė            | Lietuvos socialdemokratų partija                  | 3.005       | 20,2        |             |             |
|                                         | Tadas Račius               | Darbo partija                                     | 1.425       | 9,6         |             |             |
|                                         | Gediminas Akelaitis        | Krikščionių sąjunga                               | 963         | 6,5         |             |             |
|                                         | Marius Čeponas             | Laisvės partija                                   | 950         | 6,4         |             |             |
|                                         | Gintaras Skamaročius       | Centro partija - tautininkai                      | 583         | 3,9         |             |             |
|                                         | Arūnas Sakalauskas         | Lietuvos Respublikos liberalų sąjūdis             | 459         | 3,1         |             |             |
|                                         | Vincas Ramutis Gudaitis    | Nacionalinis susivienijimas                       | 277         | 1,9         |             |             |
|                                         | Algis Krupavičius          | Lietuva – visų                                    | 270         | 1,8         |             |             |
|                                         | Valdas Lukoševičius        | Lietuvos socialdemokratų darbo partija            | 215         | 1,4         |             |             |
| Gesamt                                  | Gesamt                     | Gesamt                                            | 14.877      | 100         | 12.628      | 100         |
|                                         |                            |                                                   |             |             |             |             |
| Ungültige Stimmen                       | Ungültige Stimmen          | Ungültige Stimmen                                 | 761         | 4,9         | 379         | 2,9         |
| Wähler                                  | Wähler                     | Wähler                                            | 15.638      | 47,7        | 13.007      | 39,7        |
| Wahlberechtigte                         | Wahlberechtigte            | Wahlberechtigte                                   | 32.755      |             | 32.762      |             |
|                                         |                            |                                                   |             |             |             |             |
| Quellen: VRK, 1. Wahlgang – 2. Wahlgang |                            |                                                   |             |             |             |             |

### Parlamentswahl 2024
| Kandidaten                              | Kandidaten               | Parteien                                               | 1. Wahlgang | 1. Wahlgang | 2. Wahlgang | 2. Wahlgang |
| Kandidaten                              | Kandidaten               | Parteien                                               | Stimmen     | %           | Stimmen     | %           |
| --------------------------------------- | ------------------------ | ------------------------------------------------------ | ----------- | ----------- | ----------- | ----------- |
|                                         | Karolis Podolskisgewählt | Lietuvos socialdemokratų partija                       | 4.001       | 26,2        | 6.628       | 57,4        |
|                                         | Dainius Gaižauskas       | Lietuvos valstiečių ir žaliųjų sąjunga                 | 3.252       | 21,3        | 4.928       | 42,6        |
|                                         | Andrius Vyšniauskas      | Tėvynės sąjunga – Lietuvos krikščionys demokratai      | 2.278       | 14,9        |             |             |
|                                         | Kęstas Spūdys            | Demokratų sąjunga Vardan Lietuvos                      | 1.429       | 9,3         |             |             |
|                                         | Gediminas Akelaitis      | Tautos ir teisingumo sąjunga (centristai, tautininkai) | 1.231       | 8,0         |             |             |
|                                         | Kastytis Žuromskas       | Nemuno aušra                                           | 1.125       | 7,4         |             |             |
|                                         | Irma Norbutaitė          | Lietuvos Respublikos liberalų sąjūdis                  | 776         | 5,1         |             |             |
|                                         | Gintaras Skamaročius     | Nacionalinis susivienijimas                            | 635         | 4,2         |             |             |
|                                         | Beata Valungevičienė     | Lietuvos regionų partija                               | 567         | 3,7         |             |             |
| Gesamt                                  | Gesamt                   | Gesamt                                                 | 15.294      | 100         | 11.556      | 100         |
|                                         |                          |                                                        |             |             |             |             |
| Ungültige Stimmen                       | Ungültige Stimmen        | Ungültige Stimmen                                      | 582         | 3,7         | 568         | 4,7         |
| Wähler                                  | Wähler                   | Wähler                                                 | 15.876      | 50,8        | 12.124      | 38,8        |
| Wahlberechtigte                         | Wahlberechtigte          | Wahlberechtigte                                        | 31.268      |             | 31.285      |             |
|                                         |                          |                                                        |             |             |             |             |
| Quellen: VRK, 1. Wahlgang – 2. Wahlgang |                          |                                                        |             |             |             |             |